# Matt Campbell (Dartspieler)
Matt Campbell (* 29. September 1989 in Hamilton, Ontario) ist ein kanadischer Dartspieler. Sein Spitzname Ginja Ninja ist in seinen roten Haaren begründet.

## Karriere
2015 versuchte sich Campbell beim PDC North American Qualifying Event für die Weltmeisterschaft 2016 qualifizieren, scheiterte jedoch in der Runde der letzten 32 gegen den ehemaligen Weltmeister John Part. Bei den Canadian Open 2018 schaffte er es bis ins Halbfinale und stand auf der Championship Darts Circuit Tour erstmals in einem Finale, wo er knapp mit 5:6 dem US-Amerikaner Darin Young unterlag. Im Februar 2019 gelang ihm dann der erste Turniersieg mit dem Gewinn der ADO Syracuse Open. Zudem konnte er sich als bester Kanadier der Tour für die Weltmeisterschaft 2020 qualifizieren. Dort verlor Campbell in der ersten Runde mit 1:3 Sätzen gegen Mark McGeeney aus England.
Bei der PDC Qualifying School 2021 erreichte Campbell die Final Stage. Dort gelang es ihm allerdings nicht, sich eine Tour Card zu sichern.
Auf der PDC European Challenge Tour daraufhin gewann Campbell insgesamt drei Turniere und setzte sich somit an die Spitze der European Challenge Tour Order of Merit. Dies sicherte ihm neben einem Startplatz beim Grand Slam of Darts und der PDC-WM auch eine Tour Card für die Jahre 2022 und 2023. Beim Grand Slam verlor er allerdings alle seine Gruppenspiele und beendete die Gruppenphase mit 0 Punkten auf Platz 4 seiner Gruppe.
Bei der PDC World Darts Championship 2022 traf Campbell in der ersten Runde auf den ehemaligen Weltmeister Adrian Lewis. Er gewann zwar den ersten Satz, verlor jedoch alle weiteren und schied mit 1:3 aus. Am 12. Februar 2022 spielte er beim Players Championship 3 gegen Damon Heta einen Neun-Darter.
Bei der PDC World Darts Championship 2024 konnte er sich erstmals bei einer Weltmeisterschaft, durch einen 3:2-Sieg gegen Lourence Ilagan, über die erste Runde hinaus spielen. In der zweiten Runde traf er auf James Wade und besiegte diesen ebenfalls mit 3:2.
Bei der PDC World Darts Championship 2025 traf Campbell in der ersten Runde auf Mensur Suljović. Er gewann im fünften und entscheidenden Satz klar mit 3:0 und zog mit einem Ergebnis von 3:2 in die zweite Runde ein. In der zweiten Runde unterlag er dem Engländer Ryan Searle klar mit 0:3 und schied aus.

## Weltmeisterschaftsresultate

### PDC
- 2020: 1. Runde (1:3-Niederlage gegen  Mark McGeeney)
- 2021: 1. Runde (2:3-Niederlage gegen  Scott Waites)
- 2022: 1. Runde (1:3-Niederlage gegen  Adrian Lewis)
- 2023: 1. Runde (0:3-Niederlage gegen  Danny Baggish)
- 2024: 3. Runde (1:4-Niederlage gegen  Luke Littler)
- 2025: 2. Runde (0:3-Niederlage gegen  Ryan Searle)

## Turnierergebnisse
| Turnier                                    | 2019              | 2020              | 2021                           | 2022                           | 2023                           | 2024                           | 2025                           |
| ------------------------------------------ | ----------------- | ----------------- | ------------------------------ | ------------------------------ | ------------------------------ | ------------------------------ | ------------------------------ |
| BDO/WDF-Major-Turniere                     |                   |                   |                                |                                |                                |                                |                                |
| World Masters                              | 2R                | n/a               | n/a                            | n/t                            | n/a                            | n/t                            | n/a                            |
| PDC-Ranking-Turniere                       |                   |                   |                                |                                |                                |                                |                                |
| Weltmeisterschaft                          | n/q               | 1R                | 1R                             | 1R                             | 1R                             | 3R                             | 2R                             |
| World Masters                              | nicht ausgetragen | nicht ausgetragen | nicht ausgetragen              | nicht ausgetragen              | nicht ausgetragen              | nicht ausgetragen              | VR                             |
| UK Open                                    | n/t               | n/t               | n/q                            | 1R                             | 4R                             | 3R                             | 4R                             |
| Grand Slam of Darts                        | n/q               | n/q               | GP                             | nicht qualifiziert             | nicht qualifiziert             | nicht qualifiziert             |                                |
| Players Championship Finals                | n/t               | n/t               | n/q                            | AF                             | 2R                             | n/q                            |                                |
| PDC-Turniere ohne Einfluss auf das Ranking |                   |                   |                                |                                |                                |                                |                                |
| World Cup of Darts                         | n/t               | VF                | 1R                             | 1R                             | AF                             | GP                             | GP                             |
| World Series of Darts Finals               | n/t               | n/q               | n/q                            | AF                             | n/q                            | n/q                            |                                |
| Karrierestatistiken                        |                   |                   |                                |                                |                                |                                |                                |
| Jahresendplatzierung                       | ?                 | 17                | 137                            | 80                             | 57                             | 55                             |                                |
| Verband                                    | BDO               | WDF               | Professional Darts Corporation | Professional Darts Corporation | Professional Darts Corporation | Professional Darts Corporation | Professional Darts Corporation |

| Legende zu den Turnierergebnissen | Legende zu den Turnierergebnissen | Legende zu den Turnierergebnissen | Legende zu den Turnierergebnissen | Legende zu den Turnierergebnissen | Legende zu den Turnierergebnissen | Legende zu den Turnierergebnissen | Legende zu den Turnierergebnissen | Legende zu den Turnierergebnissen | Legende zu den Turnierergebnissen |
| --------------------------------- | --------------------------------- | --------------------------------- | --------------------------------- | --------------------------------- | --------------------------------- | --------------------------------- | --------------------------------- | --------------------------------- | --------------------------------- |
| n/t                               | nicht teilgenommen                | n/q                               | nicht qualifiziert                | n/a                               | nicht ausgetragen                 | #R                                | Aus in jeweiliger Runde           | GP                                | Aus in der Gruppenphase           |
| AF                                | Achtelfinalist                    | VF                                | Viertelfinalist                   | HF                                | Halbfinalist                      | F                                 | Turnierfinalist                   | S                                 | Turniersieger                     |

## Titel

### WDF
- Silber-Turniere
  - K-W Tri City Open: (1) 2020

### PDC
- Secondary Tour Events
  - PDC Challenge Tour
    - PDC European Challenge Tour 2021: 1, 5, 11